# Озеров, Семён Петрович
Семён Петрович Озеров (1725—1807) — русский военачальник, генерал-поручик, участник русско-турецкой войны 1768—1774 гг.

## Биография
Родился в 1725 в дворянской семье. По окончании домашнего образования в 1740 году поступил на военную службу, и к 1755 году, то есть к началу своей боевой деятельности, был произведён в капитаны. В 1757 г. он принял участие в битве при Гросс-Егерсдорфе, в следующем году — под городом Кюстрином и при Цорндорфе. В 1759 г., уже в качестве дежурного майора при графе Румянцеве, продолжал кампанию и был в боях при осаде Кольберга.
В 1767—1768 гг., в чине полковника, Озеров участвовал в Польской кампании, а затем в Турецкой войне; во время последней Озеров, командуя 1-м гренадерским полком, отличился при взятии Тульчи и под Кагулом. Румянцев в донесении императрице Екатерине II писал о последнем сражении: «Первой гранодерский полк … весьма храбро ударил на все стремление неприятельское и оное сокрушил бодрым духом и отважною рукою, чему споспешником ему был командир оного бригадир Озеров. Их штыки и пушки, тут случившиеся, в один момент все дело решили и с удивительною скоростию и послушанием построенной опять каре генерала-порутчика Племянникова, воскликнув единодушным гласом: „виват Екатерина“, шел вперед».
За отличия, выказанные в делах с турками, был произведён в генерал-майоры и 2 августа 1770 г. награждён орденом св. Георгия 3-й степени (№ 13)
За оказанное храброе дело под Кагулом в сражении с неприятелем 21-го июля 770 года: последнее и наиопаснейшее стремление янычар с вверенным ему 1-м Гренадерским полком мужественно опрокинул и сопротивным на неприятеля ударом начало подал к одержанной того дня победе.
В августе 1771 года Озеров был награждён орденом Святой Анны, а за отличие в сражении при Козлуджи 10 июля 1775 года произведён в генерал-поручики и в 1776 году состоял при Украинской дивизии.
18 января 1777 года по расстроенному ранами здоровью Озеров был уволен от службы, причём в день отставки ему был пожалован орден Святого Александра Невского и имение с крепостными крестьянами. « Деревня Приселья генерал-порутчика и кавалера Семена Петровича Озерова. 13 дв. Деревня реки Угры, ручья безымянного на левой стороне.»
Подробных сведений о жизни Озерова в отставке не имеется, за исключением того, что он дожил до глубокой старости.
От брака с Натальей Семёновной Васильчиковой (сестрой фаворита Екатерины II А. С. Васильчикова) имел дочь Марию (ум. 1786), фрейлину двора.
Имел сестру Александру Петровну Озерову, вторую жену поэта Николая Еремеевича Струйского. С их дочерью Маргаритой Николаевной Струйской в 1799 году 3 февраля были восприемниками в Москве у Павла, сына князя Петра Ивановича Мещерского в доме бригадира Николая Ивановича Бурцева.
На 1799 год - генерал-лейтенант. (https://yandex.ru/archive/catalog/33aeccf4-9d95-4a86-905c-440621429177/202)